# Orthacris curvicerca
Orthacris curvicerca är en insektsart som beskrevs av Kevan, D.K.M. 1953. Orthacris curvicerca ingår i släktet Orthacris och familjen Pyrgomorphidae. Inga underarter finns listade i Catalogue of Life.